# مارک گیلسپی (بازیکن فوتبال)
مارک گیلسپی (انگلیسی: Mark Gillespie؛ زادهٔ ۲۷ مارس ۱۹۹۲) بازیکن فوتبال اهل بریتانیا است.
از باشگاه‌هایی که در آن بازی کرده‌است می‌توان به کارلایل یونایتد، بلیث اسپارتانس، والسال و مادرول اشاره کرد.